# Louis Jordan
Louis Thomas Jordan (ur. 8 lipca 1908 w Brinkley, Arkansas, zm. 4 lutego 1975 w Los Angeles, Kalifornia) – amerykański muzyk jazzowy i bluesowy oraz r'n'b, według magazynu Rolling Stone 59. największy artysta wszech czasów. W 1987 został wprowadzony do Rock and Roll Hall of Fame.

## Dyskografia

### Albumy studyjne
- Somebody Up There Digs Me (1957)
- Man, We're Wailin' (1958)
- One Sided Love – Then Sakatumi (1968)
- I Believe in Music (1996)

### Albumy koncertowe
- Live Jive (1994)

### Kompilacje
- The Best of Louis Jordan (1989)
- Five Guys Named Moe (Original Decca Recordings, Vol. 2) (1992)
- Let the Good Times Roll (The Complete Decca Recordings 1938–1954) (1992)
- Louis Jordan on Film 1942–1948 (1996)
- Let the Good Times Roll (The Anthology 1938–1954) (1999)
- Jivin' with Jordan (2002)
- The Aladdin, "X" & Vik Recordings 1953–1955 (2006)
- Roc Doc! Louis Jordan on Mercury 1956–1957 (2008)